# ریگلوود (کارولینای شمالی)
ریگلوود (به انگلیسی: Riegelwood) شهری در ایالت کارولینای شمالی کشور ایالات متحده آمریکا است که جمعیت آن در سرشماری سال ۲۰۱۰ میلادی، ۵۷۹ نفر بوده‌است.